# Patti Page
Patti Page (8. listopadu 1927 Claremore, Oklahoma, USA – 1. ledna 2013 Encinitas, Kalifornie, USA) byla americká zpěvačka. Jedněmi z jejích největších hitů jsou písně „Tennessee Waltz“ a „(How Much Is) That Doggie in the Window?“. V padesátých letech měla na televizi ABC vlastní pořad nazvaný The Patti Page Show. V roce 1997 byla uvedena do Oklahoma Music Hall of Fame.